# Station Apach
Station Apach is een spoorwegstation in de Franse gemeente Apach.

## Treindienst
| Serie           | Treinsoort | Route                                              | Bijzonderheden              |
| --------------- | ---------- | -------------------------------------------------- | --------------------------- |
| TER 86400 RE 16 | TER (SNCF) | Metz-Ville – Thionville – Apach – Perl – Trier Hbf | rijdt alleen in het weekend |